# 迪奥戈·里贝罗
迪奥戈·马托斯·里贝罗（葡萄牙語：Diogo Matos Ribeiro，2004年10月27日—），葡萄牙男子游泳运动员，2022年地中海运动会男子50米蝶泳金牌得主和男子100米自由泳银牌得主、2023年世界游泳锦标赛男子50米蝶泳银牌得主。